# Pleșoi
Pleșoi – wieś w Rumunii, w okręgu Dolj, w gminie Pleșoi. W 2011 roku liczyła 886 mieszkańców.